# هورازة (نمة شير)
هورازة (بالفارسية: هورازه) هي قرية تقع في إيران في قسم نمة شیر الريفي. يقدر عدد سكانها بـ 102 نسمة بحسب إحصاء 2016.